# Greßhausen

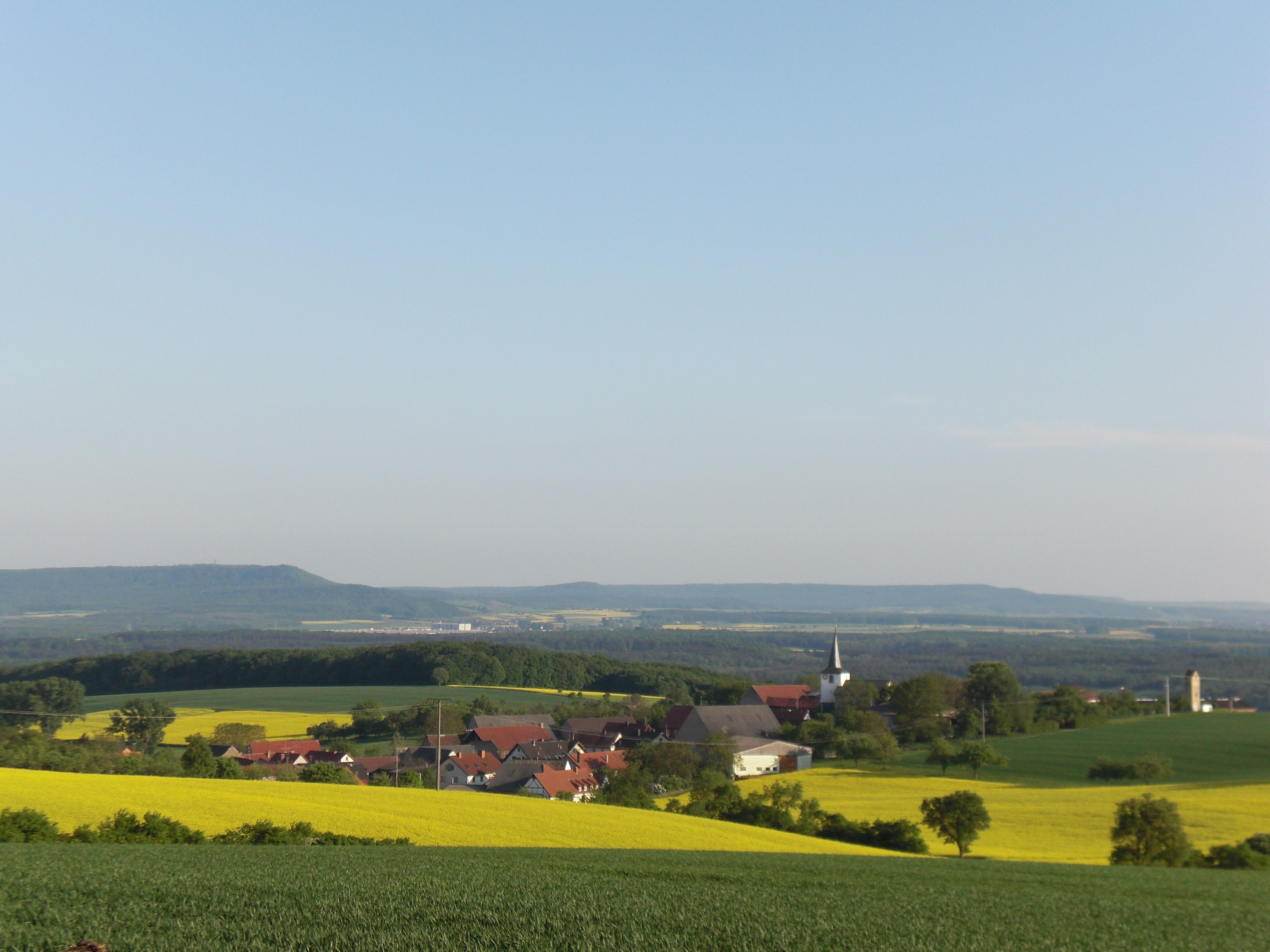
Greßhausen

Greßhausen ist ein Gemeindeteil der Gemeinde Gädheim im unterfränkischen Landkreis Haßberge in Bayern.

## Geografie und Geologie
Greßhausen liegt drei Kilometer nördlich des Mains im Grenzbereich von Hesselbacher Waldland und Maintal. Der Ort liegt auf 317 m ü. NHN (Kirche).
In der Gemarkung treten Gesteinsablagerungen des Oberen Muschelkalks und des Unteren Keupers (Trias) auf, die an manchen Stellen von pleistozänen Ablagerungen, u. a. Mainschotter und Lößlehm, überdeckt werden. Tektonisch ist die Gemarkung geprägt von einer Bruchzone, die zur Kissinger-Haßfurter Störungszone gehört.

## Geschichte

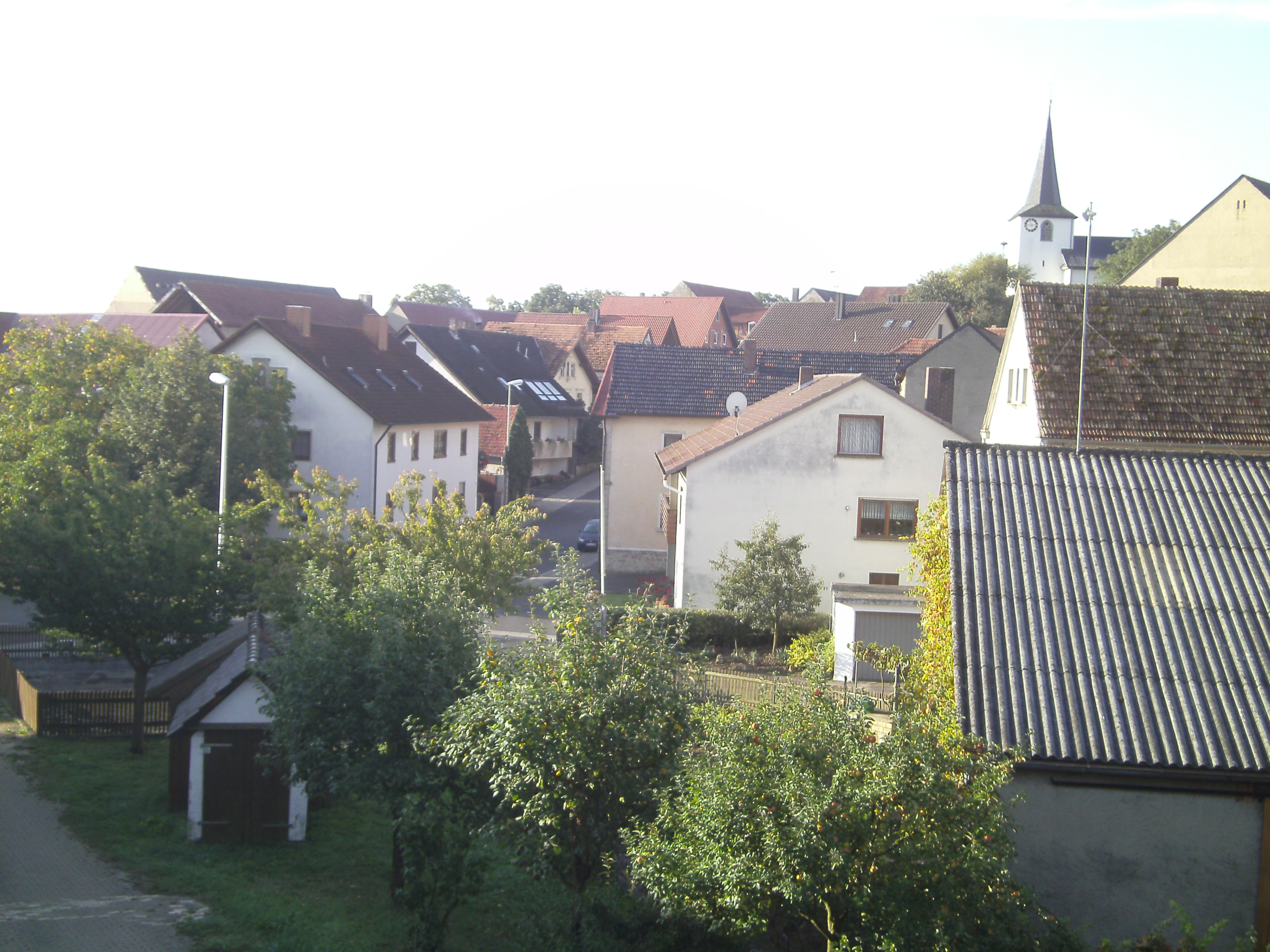
Greßhausen Dorfplatz 2012

In den letzten Jahren wurden auf Greßhäuser Gemarkung erstmals verschiedene Artefakte, z. B. Steinbeile, Klingen, Schaber, Pfeilspitzen und Klopfsteine, aus der Jungsteinzeit und ein Schaber, evtl. Mittelsteinzeit, als Streufunde entdeckt. Greßhausen wurde 1151 erstmals in einer Urkunde von Bischof Eberhard von Bamberg, die im Kloster Theres ausgestellt wurde, erwähnt. Unter den Zeugen ist ein Helmricus de Gruzzingeshusen aufgeführt. Die Geschichte hat eine enge Verbindung zur Burg und zum Amt Mainberg bis zur Säkularisation 1803. 1305 erwarben die Grafen von Henneberg die Burg und das Amt Mainberg, zu dem auch Greßhausen gehörte. Kirchlich gehörte Greßhausen aber seit jeher zum Bistum Würzburg.
In der wechselvollen Geschichte waren zahlreiche Geschlechter und Klöster in Greßhausen belehnt. Erwähnt wurden die Herren von Eberstein, von Wenkheim, von Schaumberg, von Wechmar, von Raueneck, von Bibra und Cuntz Fuchs von Haßfurt sowie die Klöster Königsberg und St. Stephan in Würzburg. Die Klöster Bildhausen, Mariaburghausen, Theres und das Juliusspital von Würzburg besaßen zum Teil mehrere Eigenhöfe in Greßhausen.
1525 beteiligten sich Greßhäuser Bauern nachweislich am Bauernkrieg. Sie waren am Niederbrennen und Plündern der Burg Marktsteinach beteiligt. Einer der Anführer war der Greßhäuser Hans Arnolt, Clotz Hans genannt. Die Bauern nahmen auch an der Belagerung und Plünderung von Schloss Mainberg und an der Belagerung der Festung Marienberg in Würzburg teil. Nach der Niederschlagung des Bauernaufstandes mussten alle Bauern hohe Strafen bezahlen. Beim Wiederaufbau des Schlosses Mainberg 1526 hatten die Greßhäuser 18 Gulden aufzubringen.
Graf Wilhelm IV. von Henneberg tauschte 1542 mit dem Hochstift Würzburg das Amt Mainberg mit 20 Dörfern und allen seinen Zugehörungen gegen Amt und Stadt Meiningen ein. Das Amt Mainberg und seine dazugehörenden Dörfer, darunter Greßhausen, wurden seitdem vom Fürstbischof von Würzburg bis zur Säkularisation 1803 regiert.

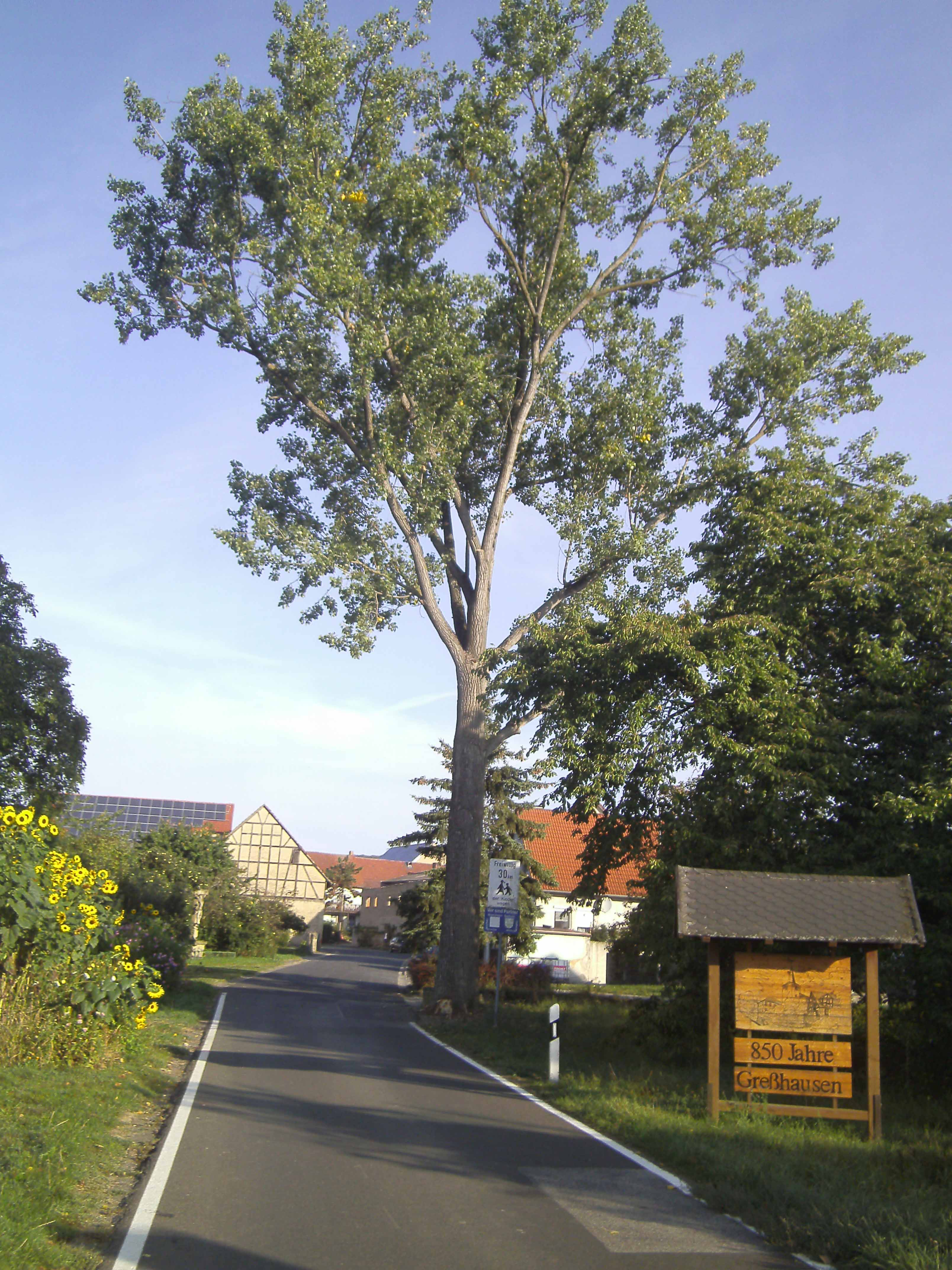
Ortseinfahrt nach Greßhausen

Neben dem Centgericht Marktsteinach entwickelte sich im späten Mittelalter im hennebergischen Einflussbereich des Amtes Mainberg ein zusätzliches Hochgericht, das Mainberger Halsgericht. Das Hochgericht war wie das Centgericht für die Blutgerichtsbarkeit (vier hohe Rügen) zuständig. Die niedere Gerichtsbarkeit lag bei den Dorfgerichten, von denen geringfügige Vergehen gerügt wurden. Ein Dorfgericht gab es in jedem Dorf. Die älteste schriftliche Dorfgerichtsordnung von Greßhausen stammt aus dem Jahre 1542, also aus dem Jahr, als Greßhausen zusammen mit den anderen mainbergischen Amtsdörfern an das Hochstift Würzburg überging. Sie dürfte in etwa der Dorfgerichtsordnung unter den Hennebergern vor dem Bauernkrieg entsprechen. Nach dem Bauernkrieg im Jahr 1525 löste Graf Wilhelm IV. von Henneberg die Dorfgerichte in seinem Besitz auf und errichtete einige Jahre später Amtsgerichte in seinen Ämtern. Für die mainbergischen Amtsdörfer war Schloss Mainberg der Sitz des Amtsgerichtes. Die Amtsgerichte übernahmen die Funktion der Dorfgerichte. Als im Jahr 1542 das Amt Mainberg an Würzburg fiel, gab Bischof Konrad IV. von Bibra den dortigen Dörfern die Dorfgerichte zurück und erließ zwischen 1542 und 1544 für jeden einzelnen Ort eine neue Dorfgerichtsordnung. 1578 wurde erstmals ein Schulmeister und 1695 ein Schulgebäude erwähnt. Die früheste Erwähnung eines vermutlich eigenen Lehrers in Greßhausen erfolgte in der ältesten Greußheuser Gotteshausrechnung von 1655. Seit 1792 gab es zusätzlich eine Industrieschullehrerin für die Schule in Greßhausen. Das Schulhaus, in dem bis 1969 Unterricht gehalten wurde, war 1839 erbaut worden. Politisch unterstand Greßhausen seit der Säkularisation dem Landgericht Haßfurt und dem heutigen Landkreis Haßberge. 1874 wurde die Freiwillige Feuerwehr gegründet.
Greßhausen war durch den Dreißigjährigen Krieg (1618–1648) stark betroffen und verlor einen Großteil seiner Einwohner. 1651 lebten von ursprünglich 32 Familien nur noch vier im Ort. Im Ersten Weltkrieg (1914–1918) wurden 27 Greßhäuser Männer zum Kriegsdienst eingezogen, 7 von ihnen sind gefallen oder wurden als vermisst gemeldet. Gleichzeitig waren sechs Kriegsgefangene, meist Franzosen, bei mehreren Familien untergebracht und als landwirtschaftliche Arbeitskräfte auf den verschiedenen Höfen eingesetzt. Schon in den Kriegen davor, 1866 und 1870/71 waren Greßhäuser Bürger zum Kriegsdienst einberufen worden. Im Zweiten Weltkrieg (1939–1945) wurde der größte Teil der jüngeren männlichen Bevölkerung aus Greßhausen eingezogen. 29 Kriegsteilnehmer kamen aus dem Krieg oder der Gefangenschaft zurück. Im Krieg gefallen, vermisst oder durch Kriegsfolgen umgekommen sind 12 Einwohner. Während des Krieges waren 29 polnische, ukrainische und jugoslawische Zwangsarbeiter auf den Bauernhöfen beschäftigt. Gegen Ende des Krieges und einige Jahre danach waren insgesamt ca. 220 Flüchtlinge, Evakuierte und Ausgebombte in Greßhausen vorübergehend untergebracht. Es gab keine jüdischen Mitbürger.
1776 gibt es den ersten Nachweis des Anbaus von Kartoffeln. Sie werden in einer Gemeinderechnung als „Erdäpfel“ bezeichnet. 1908 kam das erste öffentliche Telefon und 1921 die Stromversorgung in den Ort. 1948/49 wurde dort die erste Flurbereinigung im ehemaligen Landkreis Haßfurt durchgeführt. Ein Antrag hierfür wurde zum ersten Mal bereits 1925 gestellt. Im Zuge der Gebietsreform wurde Greßhausen am 1. Mai 1978 in die Gemeinde Gädheim eingemeindet.

## Kirchliche Verhältnisse
Ursprünglich gehörte Greßhausen zur würzburgischen Urpfarrei Marktsteinach. 1435 wurden Greßhausen, Ottendorf und Untertheres der Pfarrei Gädheim, einer Tochterpfarrei von Marktsteinach, zugeteilt. Die älteste Erwähnung einer Kirche in Greßhausen stammt aus dem Jahre 1459. Nachdem die alte Kirche baufällig war, wurde 1823/24 ein neuer Kirchenbau errichtet. Der Kirchturm, ein Echter-Turm, blieb bestehen. Da die geringe Zahl der Einwohner von Greßhausen einen neuen Kirchenbau alleine nicht finanzieren konnte, genehmigte der zuständige Landrichter von Haßfurt den Bau nur unter der Voraussetzung, wenn sich genügend Freiwillige zum Bau finden würden. Beim Bau der Kirche beteiligten sich nach einem Hilfsaufruf 30 umliegende Ortschaften mit Materialfuhren und Bauhelfern. 1824 erfolgte die Weihe der neuen Kirche, die einen quadratischen Grundriss aufweist. 1891 und 1892 erhielt die Kirche einen Hochaltar und zwei Seitenaltäre im neuromanischen Stil vom Nürnberger Bildhauer Valentin Oeckler. Im Zuge der Innenrenovierung 1908 erhielt die Kirche eine Innenbemalung, ebenfalls im neuromanischen Stil, durch den Würzburger Kunstmaler Eulogius Böhler. Der Kreuzweg an der Empore stammt von Franz Krombach aus München. Die Kirche ist heute ein seltenes, vollständig erhaltenes Kleinod im neuromanischen Stil.
Die Reformation Luthers fand auch im Amt Mainberg Eingang. 1539 waren die Einwohner von Greßhausen und Waldsachsen zum lutherischen Glauben übergetreten. 1540 besetzte der Amtmann von Mainberg Waldsachsen und Greßhausen mit einem protestantischen Geistlichen, der in Greßhausen wohnte. Greßhausen blieb bis zu Fürstbischof Julius Echters Zeiten (1573–1617) 1587 protestantisch. Im Zuge der Gegenreformation durch Julius Echter im Bistum Würzburg wurde Greßhausen wieder katholisch. Greßhausen wurde nun eine Filiale der Pfarrei Forst.
Seit 1959 ist Greßhausen Filiale der Pfarrei Untertheres. Seit Februar 1991 wird Greßhausen vom Pfarrer von Obertheres seelsorgerisch betreut, ist aber noch Filiale der Pfarrei Untertheres. Greßhausen ist ein Mitglied der 2003 gegründeten Pfarreiengemeinschaft Theres, der 10 Ortschaften angehören.

### Wallfahrt zu Maria vom Sieg
Die Wallfahrtskirche Maria vom Sieg ist ein Teil des Fränkischen Marienweges. Schriftlich wurde die Wallfahrt zum ersten Mal in einer Urkunde vom 18. Mai 1593 erwähnt. Zwei Geistliche aus den umliegenden Ortschaften machten eine Eingabe bei Fürstbischof Julius Echter, die durch die Reformation zum Erliegen gekommene Wallfahrt wieder zu genehmigen. Wann die Wallfahrtskirche den Titel Maria vom Sieg erhielt, ist nicht bekannt. Den Mittelpunkt der Wallfahrt bildet das Gnadenbild, eine Madonna aus der Zeit um 1500. In jüngerer Zeit erlebt die Wallfahrt zur Maria vom Sieg wieder einen Aufschwung und die Anzahl der Wallfahrer nimmt stetig zu.

## Sehenswürdigkeiten
Neben der Wallfahrtskirche Maria vom Sieg befinden sich 14 Bildstöcke und Feldkreuze in der Gemarkung sowie der Aussichtspunkt am Wengert, dem höchsten Punkt von Greßhausen. Der Ausblick umfasst die Rhön, den Steigerwald, Würzburg und das Steigerwaldvorland bis Kitzingen.

## Vereine
Der Ort verfügt über einen Feuerwehrverein und einen CSU-Ortsverband.